# Attorney General of Ireland
Der oder die Attorney General of Ireland („Generalstaatsanwalt von Irland“, irisch Ard-Aighne na hÉireann) ist nach der irischen Verfassung von 1937 (Art. 30) der höchste juristische Beamtenposten in der Republik Irland. Er oder sie berät die Regierung in allen juristischen Angelegenheiten. Auf Einladung nimmt er an den Kabinetts- und Regierungssitzungen teil.
Eine der bedeutendsten Aufgaben ist die Beurteilung der Verfassungsmäßigkeit von Gesetzen. Er vertritt die Regierung vor dem Supreme Court, wenn der Präsident die Überprüfung verlangt. Bis zur Schaffung einer „echten“ Staatsanwaltschaft (Director of Public Prosecutions) 1974 oblag seinem Amt auch die Aufgabe der Strafverfolgungsbehörde. Heute sind Aufgaben der internationalen Rechtshilfe (Auslieferungsverfahren) und bestimmte Aufgaben des Fisheries Act dem Attorney General of Ireland vorbehalten.
Ferner ist der Attorney General of Ireland Leader of the Irish Bar, nicht aber Vorsitzender der Kammer.

## Organisation
Vier Abteilungen unterstehen dem Attorney General of Ireland:
- The General Attorney’s Office (Oifig an Ard-Aighne) mit den Referaten für die Rechtsberatung
- The Office of the Parliamentary Counsel (Oifig na nDréachtóirí Parlaiminte don Rialtas) mit den Referaten für die Ausarbeitung von Gesetzentwürfen
- The Chief State Solicitor’s Office (Oifig Phríomh-Aturnae an Stáit) mit den Referaten für Rechtsstreitigkeiten und Prozessvertretung
- The Statute Law Revision Unit mit der Aufgabe der Rechtsbereinigung und Normprüfung

## Geschichte
Vor Errichtung des Irischen Freistaats und der Unabhängigkeit Irlands von der britischen Krone, war bereits 1313 das Amt des Attorney-General for Ireland geschaffen worden.

## Attorney Generals of Ireland
| Attorney General des irischen Freistaats          |                                             |                         |
| Nr.                                               | Name                                        | Amtszeit                |
| (1)                                               | Hugh Kennedy                                | 31.01.1922 – 05.06.1924 |
| (2)                                               | John O’Byrne                                | 07.06.1924 – 09.01.1926 |
| (3)                                               | John A. Costello                            | 09.01.1926 – 09.03.1932 |
| (4)                                               | Conor Maguire                               | 10.03.1932 – 02.11.1936 |
| (5)                                               | James Geoghegan                             | 02.11.1936 – 22.12.1936 |
| (6)                                               | Patrick Lynch                               | 22.12.1936 – 29.12.1937 |
| Inkrafttreten von Art. 30 der irischen Verfassung |                                             |                         |
| Nr.                                               | Name                                        | Amtszeit                |
| 6                                                 | Patrick Lynch                               | 29.12.1937 – 01.03.1940 |
| 7                                                 | Kevin Haugh                                 | 02.03.1940 – 10.10.1942 |
| 8                                                 | Kevin Dixon                                 | 10.10.1942 – 30.04.1946 |
| 9                                                 | Cearbhall Ó Dálaigh                         | 30.04.1946 – 18.02.1948 |
| 10                                                | Cecil Lavery                                | 19.02.1948 – 21.04.1950 |
| 11                                                | Charles Casey                               | 21.04.1950 – 12.06.1951 |
| 9                                                 | Cearbhall Ó Dálaigh (zweite Amtszeit)       | 14.06.1951 – 11.07.1953 |
| 12                                                | Thomas Teevan                               | 11.07.1953 – 30.01.1954 |
| 13                                                | Aindrias Micheál Ó Caoimh                   | 30.01.1954 – 02.06.1954 |
| 14                                                | Patrick McGilligan                          | 02.06.1954 – 20.03.1957 |
| 13                                                | Aindrias Micheál Ó Caoimh (zweite Amtszeit) | 20.03.1957 – 15.03.1965 |
| 15                                                | Colm Condon                                 | 16.03.1965 – 14.03.1973 |
| 16                                                | Declan Costello                             | 15.03.1973 – 19.05.1977 |
| 17                                                | John M. Kelly                               | 20.05.1977 – 05.07.1977 |
| 18                                                | Anthony J. Hederman                         | 06.07.1977 – 29.06.1981 |
| 19                                                | Peter Sutherland                            | 30.06.1981 – 09.03.1982 |
| 20                                                | Patrick Connolly                            | 10.03.1982 – 16.08.1982 |
| 21                                                | John L. Murray                              | 17.08.1982 – 14.12.1982 |
| 19                                                | Peter Sutherland (zweite Amtszeit)          | 15.12.1982 – 12.12.1984 |
| 22                                                | John Rogers                                 | 13.12.1984 – 10.03.1987 |
| 21                                                | John L. Murray (zweite Amtszeit)            | 11.03.1987 – 25.09.1991 |
| 23                                                | Harry Whelehan                              | 26.09.1991 – 11.11.1994 |
| 24                                                | Eoghan Fitzsimons                           | 11.11.1994 – 15.12.1994 |
| 25                                                | Dermot Gleeson                              | 15.12.1994 – 26.06.1997 |
| 26                                                | David Byrne                                 | 26.06.1997 – 17.07.1999 |
| 27                                                | Michael McDowell                            | 17.07.1999 – 06.06.2002 |
| 28                                                | Rory Brady                                  | 07.06.2002 – 14.06.2007 |
| 29                                                | Paul Gallagher                              | 14.06.2007 – 09.03.2011 |
| 30                                                | Máire Whelan                                | 09.03.2011 – 14.06.2017 |
| 31                                                | Séamus Woulfe                               | 14.06.2017 – 27.06.2020 |
| 29                                                | Paul Gallagher (zweite Amtszeit)            | 27.06.2020 – 17.12.2022 |
| 32                                                | Rossa Fanning                               | 17.12.2022 –            |